# Mrinal Sen
Mrinal Sen (ur. 14 maja 1923 w Faridpur, obecnie w Bangladeszu; zm. 30 grudnia 2018 w Kalkucie) – indyjski reżyser, scenarzysta i producent filmowy. Jeden z najwybitniejszych twórców indyjskiego kina. Współtwórca nurtu zwanego kinem równoległym, polegającego na społecznym i politycznym zaangażowaniu oraz będącego w opozycji do mainstreamowej produkcji z Bollywood.

## Życiorys

### Początki
Urodził się w rodzinie hinduskiej w Faridpurze, położonym na terenie obecnego Bangladeszu. Studiował fizykę w Kalkucie, a następnie pracował dorywczo jako dziennikarz. W latach 1943–1947 działał w Indyjskim Stowarzyszeniu Teatru Ludowego, sponsorowanym przez Komunistyczną Partię Indii.

### Styl filmowy
W latach 50., wspólnie z Satyajitem Rayem i Ritwikiem Ghatakiem, Sen stał się jednym z trzech filarów indyjskiego kina artystycznego. Jednakże, w przeciwieństwie do nich, tworzył filmy nie tylko w języku bengalskim, ale również w orija, telugu i hindi. Z przekonania był marksistą i jego filmy miały charakter silnie lewicujący. 
W opozycji do twórczości Raya, naznaczonej europejskim humanizmem, filmy Sena cechowało polityczne zaangażowanie i naturalistyczne portretowanie rozwarstwionego indyjskiego społeczeństwa z jego powszechną biedą i wykluczeniem. Kalkuta najczęściej funkcjonuje w nich nie tylko jako fabularne tło, ale pełnoprawny bohater i źródło nieustającej inspiracji. 
Od początku lat 70. w filmach Sena coraz częściej dawał o sobie znać jego eksperymentalny styl, czym zasłużył sobie na miano "indyjskiego Godarda". Jego twórczość ewoluowała od wczesnych filmów o silnym przekazie społecznym w stronę kina coraz bardziej introspekcyjnego.

### Twórczość
Zadebiutował filmem Jutrzenka (1955), który poniósł w kinach klęskę. Sukces na poziomie krajowym odniósł dopiero dwoma kolejnymi tytułami: Pod błękitnym niebem (1959) i Dzień weselny (1960).
Filmem, którym Sen przebił się do świadomości pozaindyjskiej, był Pan Shome (1969). Ta opowieść o rządowym biurokracie, który przechodzi przemianę w czasie wiejskiego polowania na kaczki, stała się jednym z kluczowych dzieł indyjskiej nowej fali. Scenariusz innego filmu, Rozmowy kwalifikacyjnej (1971) o mężczyźnie, który nie może dostać pracy, bo nie ma odpowiedniego garnituru, czerpał garściami z doświadczeń włoskiego neorealizmu i dorobku Cesare Zavattiniego.
W poszukiwaniu głodu (1981) przyniosło Senowi Srebrnego Niedźwiedzia – Nagrodę Specjalną Jury na 31. MFF w Berlinie. Reżyser był członkiem jury konkursu głównego na 35. MFF w Cannes (1982), 32. MFF w Berlinie (1982), 40. (1983) i 53. MFF w Wenecji (1996).
W latach 1997–2003 zasiadał w indyjskim parlamencie.